# Championnat du Turkménistan de football 2022
Navigation
Saison 2021 Saison 2023
La saison 2022 du Championnat du Turkménistan de football est la trentième édition de la première division au Turkménistan. La compétition rassemble les huit meilleurs clubs du pays qui sont regroupés au sein d'une poule unique et s'affrontent quatre fois, deux fois à domicile et deux fois à l'extérieur. Il n'y a ni promotion, ni relégation en fin de saison.
C'est le FK Ahal Änew qui remporte le championnat cette saison, après avoir terminé en tête du classement final, avec huit points d'avance sur le FK Altyn Asyr, tenant du titre depuis huit saisons et vingt-sept sur Merw Mary. Il s'agit du tout premier titre de champion du Turkménistan de l'histoire du club, qui réalise même le doublé en s'imposant en finale de la Coupe nationale face au Şagadam FK.

## Les clubs participants
- FK Altyn Asyr
- Nebitçi FT
- Merw Mary
- Şagadam FK
- FK Ahal Änew
- Köpetdag Achgabat
- FK Achgabat
- Energetik Mary

## Qualifications continentales
Le champion se qualifie pour la phase de poules de la Ligue des champions de l'AFC 2023-2024, le vice-champion et le vainqueur de la Coupe du Turkménistan se qualifient pour la phase de poules de la Coupe de l'AFC 2023-2024 (en cas de doublé, la deuxième place en Coupe de l'AFC revient au club le mieux classé en championnat non qualifié pour les compétitions continentales).
Cependant les qualifications dépendent des licences obtenus par les clubs :
- éligible pour la Ligue des Champions
  - FK Ahal Änew
- éligible pour la Coupe de l'AFC
  - FK Altyn Asyr
  - FK Ahal Änew
  - Köpetdag Achgabat
  - Merw Mary

## Compétition
Le barème de points servant à établir le classement se décompose ainsi :
- Victoire : 3 points
- Match nul : 1 point
- Défaite : 0 point

### Classement
| Rang | Équipe            | Pts | J  | G  | N | P  | Bp | Bc | Diff |
| ---- | ----------------- | --- | -- | -- | - | -- | -- | -- | ---- |
| 1    | FK Ahal ÄnewC     | 73  | 28 | 23 | 4 | 1  | 89 | 21 | +68  |
| 2    | FK Altyn AsyrT    | 61  | 28 | 18 | 7 | 3  | 48 | 18 | +30  |
| 3    | Merw Mary         | 46  | 28 | 14 | 4 | 10 | 44 | 39 | +5   |
| 4    | Köpetdag Achgabat | 45  | 28 | 14 | 3 | 11 | 46 | 40 | +6   |
| 5    | Şagadam FK        | 34  | 28 | 10 | 4 | 14 | 45 | 44 | +1   |
| 6    | FK Achgabat       | 30  | 28 | 9  | 3 | 16 | 30 | 44 | -14  |
| 7    | Nebitçi FT        | 17  | 28 | 5  | 2 | 21 | 31 | 81 | -50  |
| 8    | Energetik Mary    | 15  | 28 | 4  | 3 | 21 | 18 | 64 | -46  |

|  | Qualification pour les phases de groupe de la Ligue des champions de l'AFC 2023-2024 |
|  | Qualification pour les phases de groupe de la Coupe de l'AFC 2023-2024               |
|  | T : Tenant du titre C : Vainqueur de la Coupe du Turkménistan                        |

## Bilan de la saison
| Championnat du Turkménistan de football 2022 |                          |
| Champion                                     | FK Ahal Änew (1er titre) |
| Coupes et trophées                           |                          |
| Vainqueur de la Coupe du Turkménistan 2022   | FK Ahal Änew             |
| Qualifications continentales                 |                          |
| Ligue des champions de l'AFC 2023-2024       | FK Ahal Änew             |
| Coupe de l'AFC 2023-2024                     | FK Altyn Asyr            |
| Coupe de l'AFC 2023-2024                     | Merw Mary                |
| Promotions et relégations                    |                          |
| Promus en Yokary Liga                        | Aucun                    |
| Relégués en Birinji Ligasy                   | Aucun                    |